# Jane Taylor
Jane Taylor, née le 23 septembre 1783 et morte le 13 avril 1824, est une poétesse et romancière anglaise surtout connue pour son poème Twinkle, Twinkle, Little Star.
Fille du graveur Isaac Taylor (en) et de l'auteure Ann Taylor, elle travaillera également avec sa sœur, elle aussi appelé Ann (en).

## Biographie

### Jeunesse
Née à Londres, Jane Taylor a vécu avec sa famille à Lavenham, dans le comté de Suffolk où sa famille déménage en 1786. Elle fait partie d'une fratrie de onze enfants, dont seuls cinq atteindront l'âge adulte. Leur père, Isaac Taylor (en)(1759–1829), fut graveur reconnu avant de devenir pasteur. Leur mère, Ann Taylor (née Martin) (1757–1830), est une écrivaine connue pour ses ouvrages de conseils moraux et religieux ,.
Jane Taylor vient d'une famille d'artistes, outre ses parents, son grand-père paternel est Isaac Taylor, graveur britannique important, son oncle Charles (en) est également graveur. Un autre de ses oncles, Josiah (1761-1834) sera un éditeur prospère de Hatton Garden. Par sa tante Ann, elle est la cousine de l'écrivain John Howard Hinton (en). Sa sœur  Ann (en) est, elle aussi, auteure.
Il est communément admis que le poème « Twinkle, Twinkle, Little Star » a été écrit dans la maison familiale de Lavenam, celle-ci fait désormais partie du National Trust et peut être visitée.
Jane et ses frères et sœurs ont été éduqués à la maison par leurs parents, ils étudient notamment la littérature, la poésie, l'histoire religieuse et l'astronomie .
De 1796 à 1810, elle vit à Colchester dans le comté d'Essex .

### Carrière littéraire

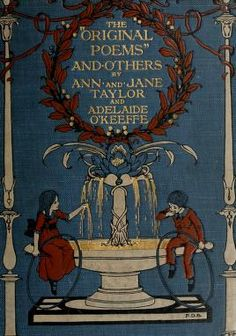
"Original Poems" and Others, par Ann et Jane Taylor et Adelaide O'Keeffe - édition 1905

#### Original Poems for Infant Minds
Le recueil Original Poems for Infant Minds by several young persons est commandé par les éditions Darton et Harvey, et publié de manière anonyme. Plusieurs auteurs contribuent  à cet ouvrage :  Jane Taylor et sa sœur  Ann (en), Adelaide O'Keeffe, et Bernard Barton.
Comme l'écrit Donelle Ruwe dans son étude sur la genèse et l'histoire de la réception de Original Poems for Infant Minds by several young persons, cette œuvre a été publiée en un seul volume en 1804, et après avoir rencontré un important succès, d'autres poèmes ont été commandés pour un volume supplémentaire, qui a été publié en 1805.
Au fil du temps, la maison d'édition Darton et Harvey s'est associée à la famille Taylor. Bien qu'O'Keeffe ait écrit à l'éditeur pour exiger un pourcentage plus élevé des bénéfices de vente, Darton et Harvey s'en sont remis à la famille Taylor concernant toutes les décisions éditoriales. Pour sa part, la famille Taylor était ouvertement hostile à O'Keeffe et méprisait son expérience dans l'écriture dramaturgique, considérée comme trop frivole  (Le père d'Adelaide O'Keeffe était le célèbre dramaturge irlandais John O'Keeffe).

#### Rhymes for the NurseryetTwinkle, Twinkle, Little Star
Après le succès de Original Poems for Infant Minds, Ann et Jane Taylor ont publié les recueils de poésie, Rhymes for the Nursery en 1806 et Hymns for Infant Minds en 1810.
Dans les deux volumes de Original Poems for Infant Minds, les sœurs Taylor, O'Keeffe et les autres contributeurs et contributrices ont été identifiés comme auteurs et autrices de chaque poème par une initiale ou d'autres marqueurs d'identification. Dans Rhymes for the Nursery (1806), Ann et Jane Taylor n'ont pas été identifiées comme autrices du recueil ou de poèmes individuels.
La pièce la plus célèbre de la collection de 1806 est L'Étoile, communément appelée aujourd'hui Twinkle, Twinkle, Little Star, qui a fait l'objet d'un arrangement sur une mélodie française, Ah ! vous dirai-je, maman, datant de 1761.
Christina Duff Stewart attribue les droits d'autrices de Rhymes for the Nursery sur la base d'une copie appartenant au chanoine Isaac Taylor, qui a annoté les œuvres comme ayant été créées par Ann et par Jane Taylor. Le chanoine Isaac était le neveu de Taylor, un fils de son frère Isaac Taylor de Stanford Rivers. Stewart confirme également les attributions des poèmes originaux sur la base des archives des éditeurs.

#### Romans et contes moraux
Jane Taylor a également écrit le poème populaire, The Violet, qui commence ainsi :

« Down in a green and shady bed,
A modest violet grew;
'Its stalk was bent, it hung its head
As if to hide from view.
And yet it was a lovely flower,
Its colour bright and fair;
It might have graced a rosy bower,
Instead of hiding there. »

Le roman Display de Taylor (1814), qui fait écho aux œuvres de Maria Edgeworth ou peut-être même de Jane Austen, a été réédité au moins 13 fois jusqu'en 1832. Ses Essays in Rhyme sont parus en 1816 et contenaient de la poésie majeure. Dans Correspondance fictive entre une mère et sa fille à l'école (1817), Taylor écrit en collaboration avec sa mère Ann Taylor. Le manoir familial.
Un conte paru en 1819, et Conseils pratiques aux jeunes femmes quelque temps avant 1822.
Jane Taylor a accepté la direction éditoriale du magazine religieux Youth's Magazine. Elle écrit de nombreux articles pour le magazine, y compris des contes moraux et des essais personnels, ceux-ci ont été rassemblés dans The Contributions of QQ.
Tout au long de sa vie, Taylor écrit de nombreux essais, pièces de théâtre, histoires, poèmes et lettres qui n'ont jamais été publiés.

### Décès
Jane Taylor meurt le 13 avril 1824 d'un cancer du sein à l'âge de 40 ans, l'esprit encore « grouillant de projets non réalisés ». Elle est enterrée au cimetière d'Ongar dans l'Essex.
Après sa mort, son frère Isaac a rassemblé plusieurs de ses œuvres, ainsi que sa biographie dans l'ouvrage :The Writings of Jane Taylor, In Five Volumes (1832).

## Famille
Jane Taylor est la fille de  Isaac Taylor (en) et Ann Taylor (née Martin), elle est le second enfant d'une fratrie de onze, composée de : 
- Ann, (1782-1866), épouse de Joseph Gilbert, elle aussi poète elle coécrit avec Jane le Rhymes for the Nursery paru en 1806  ;
- Deux garçons nommés Isaac, morts en bas âge ;
- Isaac (en) (1787–1865), écrivain, philosophe et historien ;
- Martin Taylor (1788–1867) ;
- Harriet, Eliza, and Decimus, morts en bas âge ;
- Jefferys ;
- Jemima (1798–1886), qui épouse Thomas Herbert le 14 août 1832

Elle est également la petite fille du graveur Isaac Taylor, la nièce du graveur  Charles Taylor (en) et de l'éditeur Josiah Taylor, la cousine de l'écrivain John Howard Hinton (en). Par sa sœur Ann (en), elle est la tante du peintre anglais Josiah Gilbert (1814-1892) et de Joseph Henry Gilbert chimiste et agronome britannique ,,.

## Original Poemsand Otherset la question des droits d'auteur
Les droits d'autrices des sœurs Jane et Ann Taylor ont souvent fait l'objet de confusions, en partie parce que leurs premiers ouvrages ont été publiés ensemble. Le fils d'Ann Taylor, Josiah Gilbert, a écrit dans sa biographie : « Deux petits poèmes – « Ma mère » et « Twinkle, twinkle, little Star » – sont probablement les poèmes plus fréquemment cités ; le premier, une ode à la vie, a été écrit par Ann, le seconde, ode à la nature, écrit par Jane ; et ces poèmes illustrent cette différence entre les sœurs. ».

## Postérité de l'œuvre
Le poème le plus célèbre de Taylor, Twinkle, Twinkle, Little Star, est rarement attribué à son autrice. « Sa strophe d'ouverture subsiste comme s'il s'agissait de folklore, le nom de sa créatrice reste presque entièrement oublié ». Pourtant versions alternatives, pastiches et parodies abondent.
La parodie la plus connue deTwinkle, Twinkle, Little Star est un poème récité par le Chapelier fou dans les aventures d'Alice au pays des merveilles de Lewis Carroll (1865).
Jane Taylor est citée par Robert Browning dans la note d'introduction du poème, Rephan, qui, selon lui, a été « suggéré par un souvenir très précoce d'une histoire en prose » écrit par l'autrice.
Du fait de sa notoriété, elle a pu être faussement désignée comme l'autrice de certains d'ouvrages tels que The Authoress (1819), Prudence and Principle (1818) et Rachel: A Tale (1817).

### Éditions des écrits de Jane Taylor
- (en) Isaac Taylor Jr (éditeur scientifique), Memoirs, Correspondence and Poetical Remains of Jane Taylor, Boston, Perkins & Marvin, 1832 (lire en ligne).
- (en) Josiah Gilbert (éditeur scientifique), The Autobiography and Other Memorials of Mrs Gilbert, Formerly Ann Taylor, Londres, Henry S. King & Co., 1874 (lire en ligne).

### Études
- (en) Paula R. Feldman, British Women Poets of the Romantic Era: An Anthology, Baltimore, Johns Hopkins University Press, 1997.
- (en) Donelle Ruwe, « Jane Taylor's The Authoress: Aesthetics, Pedagogy, and a Parody of the Amateur Lady Author », ANQ: A Quarterly Journal of Short Articles, Notes, and Reviews, vol. 20, no 4,‎ automne 2007, p. 44–50  : document utilisé comme source pour la rédaction de cet article.
- (en) Donelle Ruwe, British Children's Poetry in the Romantic Era: Verse, Riddle, and Rhyme, Houndsmills, Palgrave Macmillan, 2014  : document utilisé comme source pour la rédaction de cet article.
- (en) Christina Duff Stewart, The Taylors of Ongar: An Analytical Bio-Bibliography[liue=New York et Londres, Garland Publishing, 1975.
- (en)  « Taylor, Jane », dans Dictionary of National Biography, Londres, Smith, Elder & Co, 1885–1900.